# 크리스 버드
크리스 버드(Chris Byrd, 본명: 크리스토퍼 코넬리우스 버드, Christopher Cornelius Byrd, 1970년 8월 15일 ~ )는 1993년부터 2009년까지 경쟁한 미국의 전직 프로 복서이다. 제2회 세계 헤비급 챔피언이다. 당시 비탈리 클리치코에 코너킥을 중단한 후 2000년 처음으로 WBO 타이틀을 획득했다. 그해 말 첫 번째 타이틀 방어에서 그는 비탈리의 형제 볼로디미르 클리치코에게 패했다. 2002년 버드는 에반더 홀리필드를 물리치고 IBF 헤비급 타이틀을 획득하며 두 번째 세계 챔피언이 되었다. 그는 2006년 재대결에서 볼로디미르 클리치코에게 다시 타이틀을 잃을 때까지 4번의 성공적인 방어를 수행했다. 그는 1998년부터 2004년까지 BoxRec이 선정한 세계 헤비급 랭킹 10위 안에 들었고, 2000년에는 자신의 최고 순위인 3위에 올랐다.
아마추어로서 버드는 1992년 하계 올림픽에서 미국을 대표하여 미들급 부문에서 은메달을 획득했다. 그는 또한 1989년에 라이트 미들급 타이틀을, 1991년과 1992년에 미들급 타이틀을 획득하는 등 3차례 전국 아마추어 챔피언이기도 하다.

## 어린 시절
크리스 버드는 미시간주 플린트에서 자란 여덟 자녀 중 막내였다. 그는 5세 때 복싱을 시작하여 아버지(Joe Sr.)의 조 버드 복싱 아카데미(Joe Byrd Boxing Academy)에서 훈련했다. 그의 아버지는 계속해서 버드를 전문가로 훈련하고 관리했다. 버드는 플린트 노스웨스턴 고등학교에 다녔다.